# Myndus minuta
Myndus minuta är en insektsart som beskrevs av Van Stalle 1982. Myndus minuta ingår i släktet Myndus och familjen kilstritar. Inga underarter finns listade i Catalogue of Life.